# Verónica (tauromaquia)

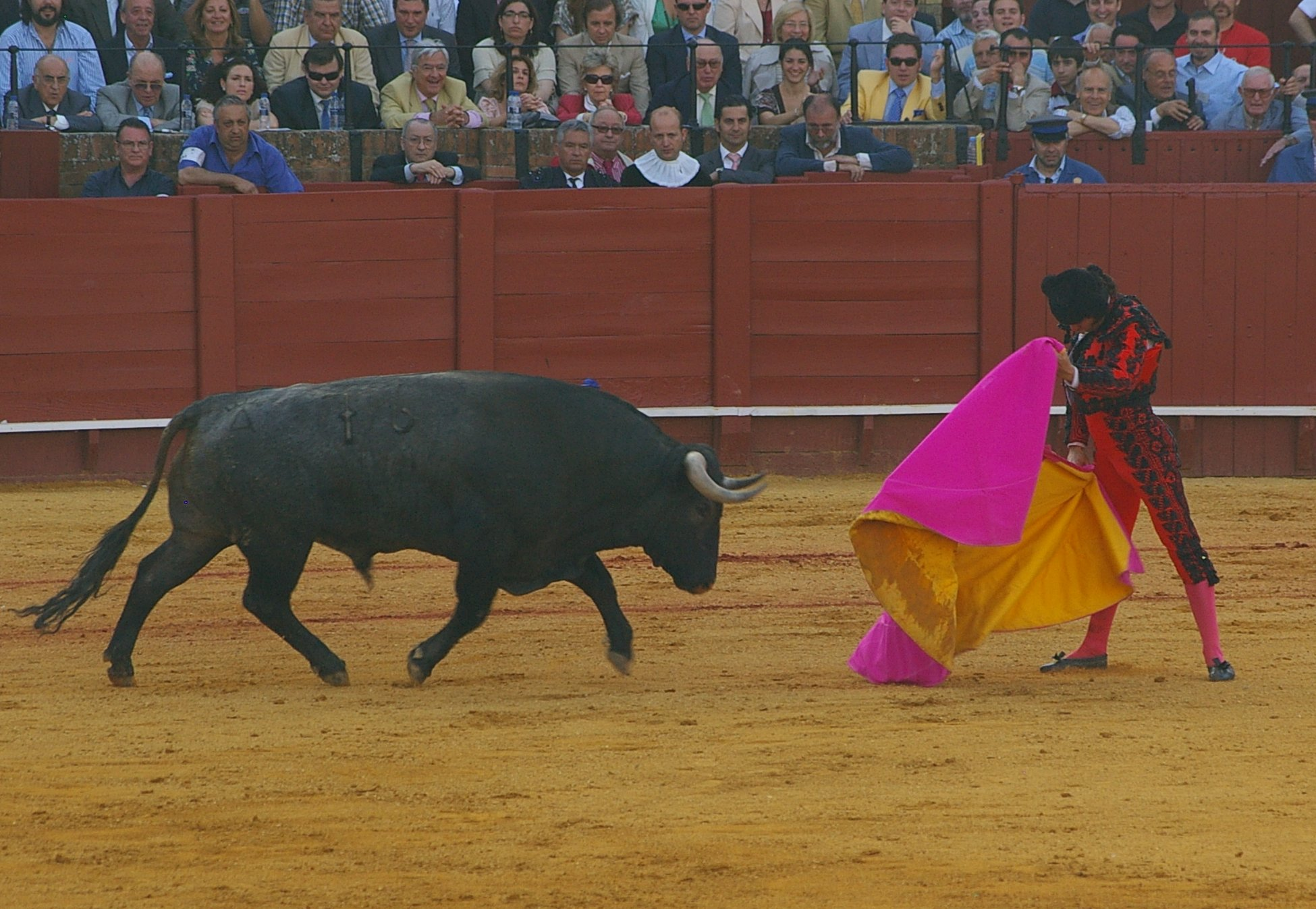
Morante de la Puebla ejecuta la verónica de forma ortodoxa.

En tauromaquia, la verónica es un lance o suerte fundamental que se efectúa sujetando el capote con las dos manos. Constituye la base del toreo de capa y reviste una gran diversidad de formas, según la inspiración de cada torero. Originariamente se daba de frente al toro, sujetando el capote con ambas manos. Hoy día se ejecuta casi siempre de costado o perfil, alargando así la embestida del toro. Se considera el lance fundamental del toreo de capa, el más clásico y casi obligatorio en los llamados «lances de saludo», al inicio de la faena. Su «invención» (más bien su fijación) se atribuye a Costillares.
Ya Pepe-Hillo utiliza el nombre de verónica en su Tauromaquia (1796). Los tratadistas atribuyen el origen del nombre a la semejanza entre la forma de presentar el capote y la del lienzo en que Verónica, de acuerdo a los Evangelios, enjugó el rostro de Jesús de Nazaret. Pepe-Hillo la define como «aquella suerte que el diestro ejecuta situándose con la capa rigurosamente enfrente del toro». De igual forma se siguió ejecutando a lo largo de casi todo el siglo XIX. Solo en los últimos años del siglo XIX comenzó a ejecutarse de costado y así la describe ya Guerrita en su Tauromaquia (1896): «se coloca el diestro de costado, en la rectitud del toro y la distancia que le indiquen las facultades de su adversario...». Ya desde Guerrita quedó completamente desterrado el lance de frente y se cita siempre de costado o de perfil. De ese modo se prolonga el lance y se evita el desgarbo que puede producirse al vaciar la embestida de frente. Cossío atribuye este cambio radical en la forma de ejecutar la verónica a los gustos del público, que prefiere ver pasar al toro muy cerca del torero, y a la mayor acometividad y nobleza de las reses, que permitió hacerlo con temple. Se fue primando por tanto la templanza y la elegancia de la nueva técnica, al riesgo y la dificultad del lance de frente. Citar de costado ha permitido ensayar muchas variantes: con los pies juntos, sin cargar la suerte —o cargándola con los brazos— y con el cuerpo rígido. También puede ejecutarse con una o las dos rodillas en tierra. Fueron grandes intérpretes del toreo a la verónica: Juan Belmonte, Curro Puya, El Viti, Curro Romero y Rafael de Paula.

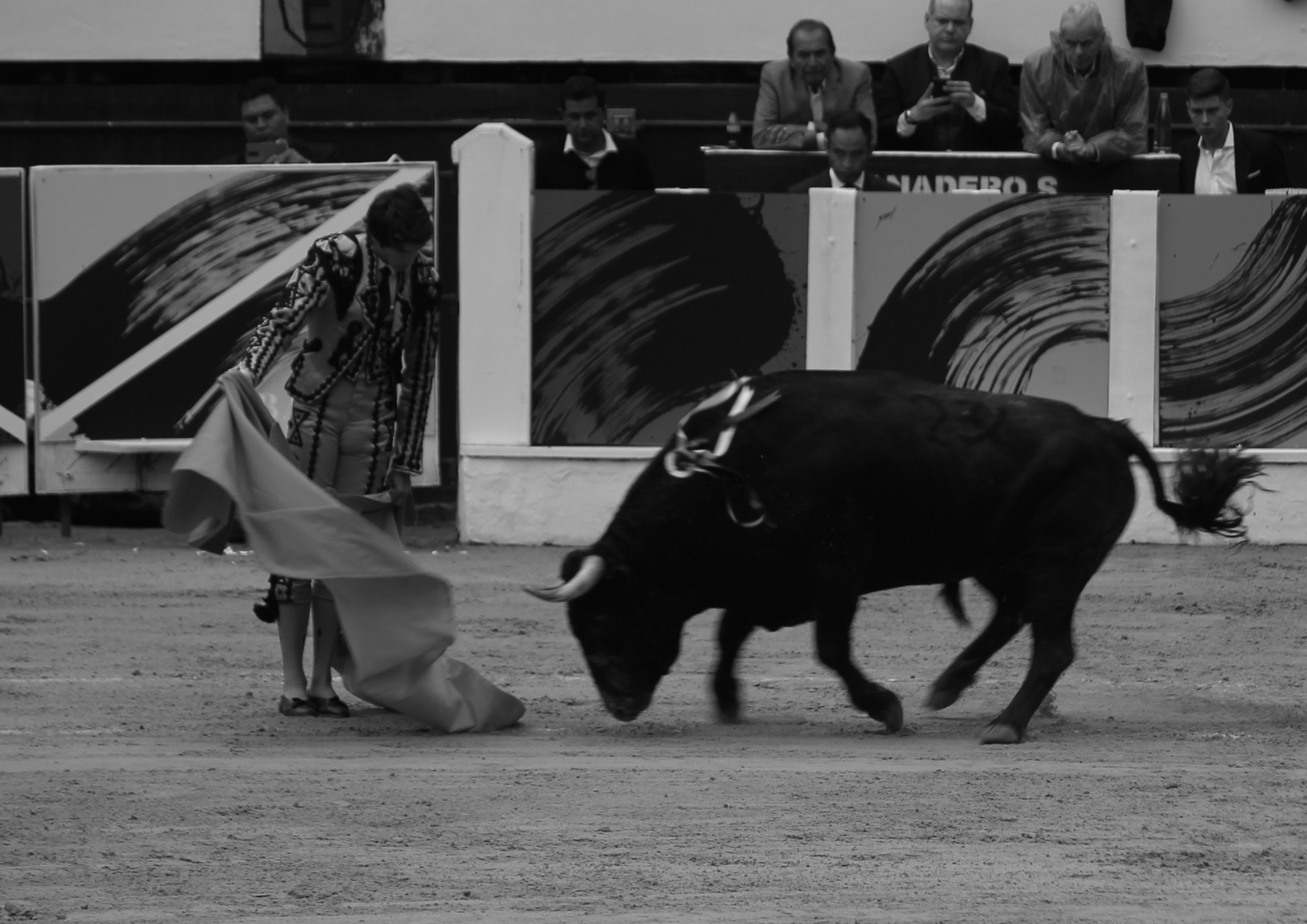
Verónica a pies juntos de S. Castella en Bogotá 2019

En el toreo moderno, la forma canónica de ejecutarla es con el diestro situado ligeramente de perfil y el compás abierto, es decir con la pierna contraria ligeramente adelantada. Al embestir el toro y llegar a la «jurisdicción» —proximidades— del torero, este bascula el capote, bajando la mano del lado por donde acude el toro y subiendo la contraria, que tira del capote y lo hace girar, dando salida al animal. Se procura dominar al toro y que no despegue la cabeza del engaño. Bien ejecutada, es uno de los lances más emocionantes y estéticos de la tauromaquia. Entre los diestros en activo, destaca por su toreo a la verónica Morante de la Puebla.

## Media verónica
Una variante es la media verónica, consistente en un lance sin pasar el toro igualmente dado a dos manos, que se inicia como la verónica, pero que termina con un recorte de la misma a media ejecución, de manera que el capote se ciñe al cuerpo y la cadera del torero por el mismo lado por el que se le da la salida al toro. La media verónica es un tipo de remate que normalmente se suele utilizar después de ejecutar una serie de verónicas u otros pases de capa. Además de como remate es habitual su uso en los quites para sacar al toro del caballo en tercio de varas o de un punto determinado donde la res se encuentra. Este remate está considerado como el primer acto de sometimiento del toro, pues este debe seguir el engaño —capote— recorriendo un espacio en círculo más cerrado y más corto que en otros pases del toreo. Juan Belmonte popularizó la media verónica desarrollándola en dos tiempos, es decir, iniciada como verónica y cortada después, de donde tomó su nombre. Manolete la ejecutaba a veces citando de frente a pies juntos y de rodillas.

### Modalidades
La media verónica se puede realizar de diferentes maneras —al igual que ocurre con la verónica— siendo las más comunes:
- De rodillas: con una o dos rodillas en tierra. Si se realiza con una sola rodilla, la que se pone en tierra es la contraria del lado de la salida del toro, eficaz en toros que huyen del torero. Cuando se desarrolla con las dos rodillas en tierra el objetivo del torero es la sorpresa en un alarde de valentía más que la eficacia del lance. En ambos casos su ejecución requiere de agilidad y reflejos por parte del diestro.[4]
- De frente con los pies juntos: el torero debe situarse de frente al toro, juntar los pies.
- A compás abierto: Al contrario que en la anterior, el torero la ejecuta con los pies separados.
- Al molinete: El torero debe llevarse al toro a la espalda y, una vez que se encuentra en esa posición, girar por completo, imprimiendo alegría al movimiento.